# Roodlea Golf Centre
Het Roodlea Golf Centre is een golfbaan in Ayr in Schotland. De golfbaan heeft 9 holes en beschikt over een driving range.
Alle holes hebben een par-3 en variëren in lengte tussen 105 en 242 meter.

## Scorekaart
| Hole   | Par | Stroke index | Lengte (m) |
| ------ | --- | ------------ | ---------- |
| 1      | 3   | 1            | 239        |
| 2      | 3   | 5            | 238        |
| 3      | 3   | 7            | 229        |
| 4      | 3   | 17           | 105        |
| 5      | 3   | 15           | 134        |
| 6      | 3   | 3            | 242        |
| 7      | 3   | 9            | 233        |
| 8      | 3   | 13           | 121        |
| 9      | 3   | 11           | 180        |
| Totaal | 27  |              | 1.721      |